# Detroit Police Department

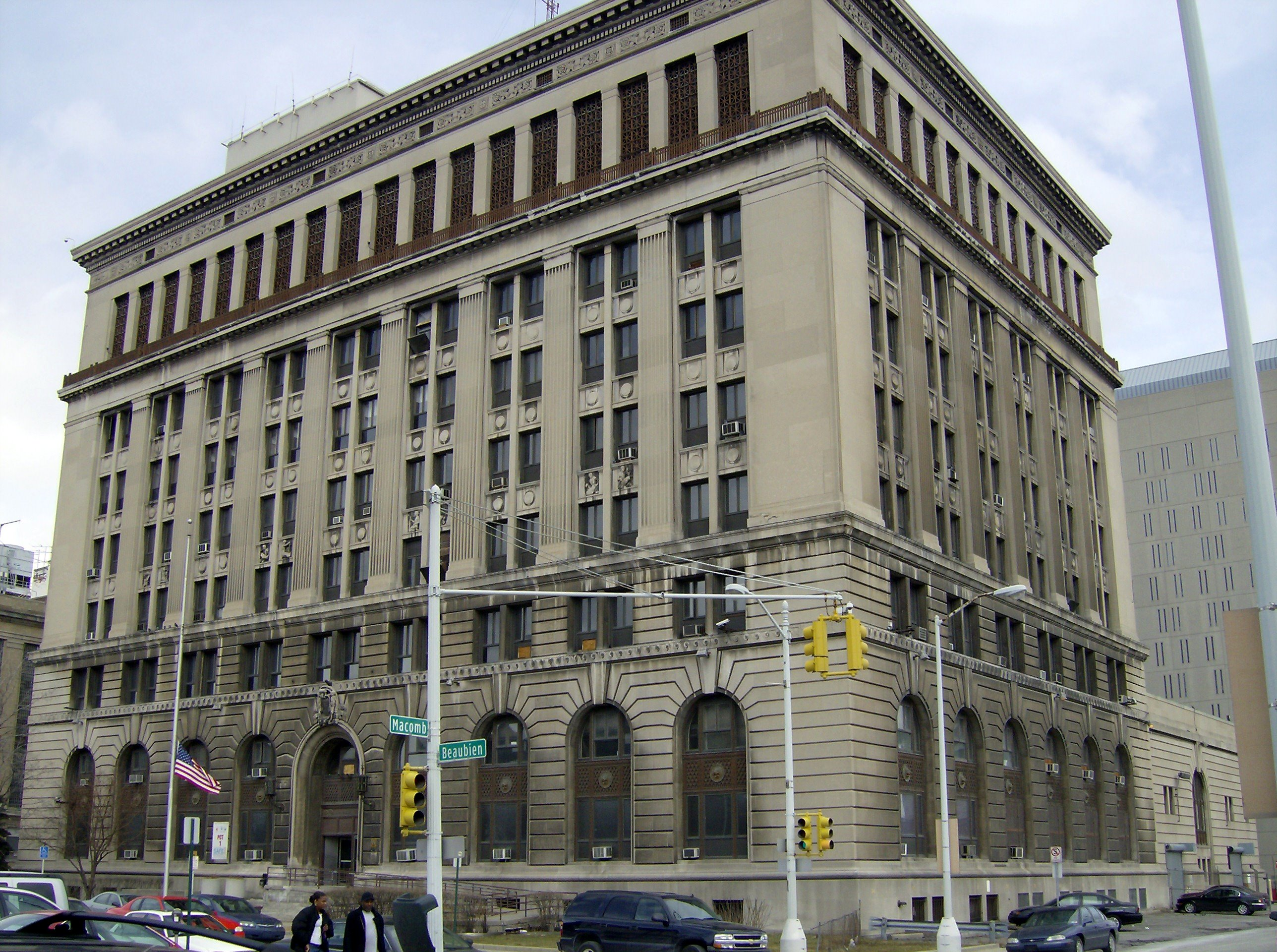
Ancien siège du Detroit Police Department

Le Detroit Police Department (en français : Service de police de Détroit) est le service de police municipale qui dessert la ville de Détroit, dans l'État du Michigan (États-Unis). Le service a été fondé en 1865.Il est divisé en 6 districts, la centrale, le sud-ouest, nord, ouest, est, et le nord-ouest. Le service a perdu 6 membres entre les années 2000 et 2007. Les années 1970 étaient difficiles pour la police de Detroit, 26 policiers ont été tués en dix ans. M. Ella Bully-Cummings est la chef de la police. Elle est la première femme chef de la police. 
En 2000, la ville a demandé une enquête menée par le ministère de la Justice sur la police de Detroit qui a été conclu en 2003 par des allégations de violations des droits civils. Malgré les critiques, la ville a procédé à une réorganisation majeure du service de la police, la ville a saisi l'occasion de réduire le budget de la police de 20 000 000 $.
La criminalité à Détroit est inégalement répartie dans les districts de la ville. Dans l'ensemble, la criminalité dans la ville  a diminué de 23% de 2000 à 2004. Selon une étude de 2006, la criminalité au centre-ville est beaucoup plus faible que celle des autres districts de la ville. La police de Detroit a indiqué que la criminalité a diminué de 24% depuis l'introduction d'un casino.
D'après le site de la police de Détroit, les agents de police gagnent entre 30 000 et 50 000 $ annuels.

## Démographiques
- Hommes : 75 %
- Femmes : 25 %
- Afro-Américain : 63 %
- Blanc : 34 %
- Hispanique : 3 %

La police de Detroit a un des plus importants pourcentage d’agents assermentés Afro-Américain de tous les services de police des États-Unis, dont le chef, le chef adjoint des opérations, l’assistant chef de l'administration, et les six commandants de district.

## Arme de service
Comme beaucoup de services de police US, le DPD fournit à ses personnels des pistolets semi-automatiques en .40 S&W (Glock 22, Glock 23 ou Glock 27)

## La Special Response Team
La Special Response Team est la SWAT Team du DPD.

## La police de Detroit dans des films et livres
- Le service de police de Détroit est en vedette dans le film RoboCop. Dans le film, la police a été privatisée et est détenue par la mégacorpration OCP.
- Le service de police de Détroit est en vedette dans le film de la Blaxploitation de 1973 Detroit 9000.
- Le service de la police de Détroit est un grand thème du film Quatre frères de 2005.
- Le service de police de Détroit joue un rôle majeur comme la force de police en vedette dans le film Assaut
- Dans la saga Le flic de Beverly Hills, Eddie Murphy joue le rôle de l'inspecteur Axel Foley, membre de la police de Detroit.
- La série diffusée sur ABC Detroit 1-8-7 suit le quotidien des inspecteurs d'une brigade criminelle de la police de Détroit.
- Le jeu vidéo Detroit: Become human avec le lieutenant Hank, Connor et  inspecteur/ detective Gavin Reed.
- Dans le film Detroit de Kathryn Bigelow, des accusations d'agression criminelle, de conspiration, de meurtre et de conspiration d'abus de droits civils ont été déposés contre trois policiers dans l'Affaire du Motel Algiers (Tous les inculpés ont été déclarés non coupables.)